# 杨钦 (清水县公)
杨钦（536年—599年4月29日），字长钦，弘农郡华阴县（今陕西省华阴市）人，西魏、北周、隋朝官员。

## 生平
后魏三年（556年），杨钦以前侍中士为起家官。武成元年（559年），杨钦以平定吐谷浑入侵的功勋，加大都督，封敷西县开国伯，食邑六百戶。保定三年（563年），杨钦参与邙山之战。天和元年（566年），杨钦因为邙山之战的功勋，进授使持节、车骑大将军，袭父爵清水县侯，食邑八百户。天和六年（571年），杨钦以平定宕昌羌的功勋，加使持节、骠骑将军、开府仪同三司。建德元年（572年），杨钦增加食邑五百户，总计一千三百户。建德五年（576年），杨钦出任洮州刺史。大象二年（580年），杨钦出任使持节、都督恒州诸军事、恒州刺史，参与平定了尉迟迥。开皇元年（581年），杨钦以平定尉迟迥的功勋加上开府、仪同大将军、太子左宗卫率。开皇二年（582年），杨钦出任使持节、都督燕州诸军事、燕州刺史。开皇三年（583年），杨钦进爵清水县开国公。开皇七年（587年），杨钦又加太子右宗卫率。不久突厥入侵隋朝边境，杨钦出任云朔二州道行军总管准备反击，于开皇十九年正月在军中患病，回到京城。开皇十九年三月廿九日（599年4月29日），杨钦在长安县醴成乡仁训里住宅中去世，虚岁六十四，隋文帝诏令赐谥号敬公。开皇二十年岁次庚申二月庚申朔十四日癸酉（600年4月2日），杨钦葬于华州华阴县潼关乡通灵里。

## 家庭

### 祖父
- 杨飏，北魏散骑侍郎、朔州镇将[2]

### 父母
- 杨叉，西魏大都督、金城魏兴二郡太守、清水县开国侯，食邑八百戶，赠淅州诸军事、淅州刺史[2]
- 陇西辛氏[1]

### 夫人
- 扈氏，豳宁二州刺史扈敬之女[2]

### 子女
- 杨孝感，第二子，世子，开皇二十年虚龄十四岁[2]
- 杨氏，长女，开皇二十年虚龄十七岁，嫁上柱国、观国公田仁恭之子[2][1]